# Hagfors distrikt
Hagfors distrikt är ett distrikt i Hagfors kommun och Värmlands län. Distriktet ligger omkring Hagfors i nordöstra Värmland. 

## Tidigare administrativ tillhörighet
Distriktet inrättades 2016 och utgörs av området som före 1971 utgjordes av Hagfors stad.
Området motsvarar den omfattning Hagfors församling hade 1999/2000 och fick 1907 efter utbrytning ur Norra Råda församling.

## Tätorter och småorter
I Hagfors distrikt finns två tätorter men inga småorter.

### Tätorter
- Geijersholm (del av)
- Hagfors